# Фам Туан
Фам Туа́н (вьет. Phạm Tuân; род. 14 февраля 1947, Протекторат Тонкин, Французский Индокитай) — первый вьетнамский космонавт, Герой Труда (1980), Герой Советского Союза (1980).

## Биография
Родился 14 февраля 1947 года в деревне Куоктуан уезда Киенсыонг провинции Тхайбинь в Тонкине в семье крестьянина.
После окончания средней школы в 1965 году вступил в ряды Вьетнамской Народной армии. Поначалу служил техником в ВВС ДРВ.
В 1967 году прошёл лётную подготовку в СССР. Летал на истребителях МиГ-17 и МиГ-21 в составе 921-го истребительного авиаполка «Сао До» («Красная звезда»).
Член коммунистической партии Вьетнама с 1968 года.
В ночь на 27 декабря 1972 года в ходе «рождественских бомбардировок» Демократической Республики Вьетнам авиацией США Фам Туан атаковал и сбил бомбардировщик B-52. Это был первый случай уничтожения Б-52 в воздушном бою (хотя американские источники приписывают эту победу зенитным ракетам ПВО).
В 1977 году поступил в военно-воздушную академию им. Ю. А. Гагарина (окончил в 1982).
В 1979 году Фам Туан был отобран для участия в программе «Интеркосмос» и началась его подготовка как космонавта.
В июле 1980 года участвовал в полёте на борту кораблей «Союз-37», «Союз-36» и орбитальной станции «Салют-6».
В 1989–1996 годах – заместитель командующего ВВС по политическим вопросам. В 1996–2000 годах – заместитель председателя Главного управления оборонной промышленности Министерства обороны по политическим вопросам. В 2000 году возглавил Главное управление оборонной промышленности Министерства обороны, в 2002 году стал председателем Военно-коммерческого акционерного банка.
С января 2008 года на пенсии, живёт в Ханое.

## Награды
- «Герой Народных Вооружённых сил» (ДРВ, 1972)[2][3] - за уничтожение стратегического бомбардировщика Б-52 ВВС США[1];
- «Герой Советского Союза» (СССР, 31 июля 1980)[2][3]
- «Герой Труда» (СРВ, 1 августа 1980)[2][3]
- Медаль «За заслуги в освоении космоса» (Россия, 12 апреля 2011 года) — за большой вклад в развитие международного сотрудничества в области пилотируемой космонавтики[5].

## Семья
Жена Чан Тхи Фыонг Тьен работала военным фельдшером. Имеет двух детей (дочь — Фам Тхи Ханг Тху и сына - Фам Ань Туан ) и приёмную дочь Во Тхи Конг Ми.
Старшие братья погибли во время Первой Индокитайской войны: один работал в подполье и погиб от рук французских карателей, другой пал на поле боя под Дьенбьенфу в 1954 году